# Bombus oceanicus
Bombus oceanicus är en biart som beskrevs av Heinrich Friese 1909. Den ingår i släktet humlor och familjen långtungebin. Inga underarter finns listade.

## Taxonomi
Artens taxonomiska ställning är omstridd; vissa auktoriteter betraktar den som en synonym till Bombus cingulatus.

## Beskrivning
Ansikte, mellan- och bakkroppens undersida och låren är alla mörka. Pälsfärgen på bakkroppens ovansida är variabel: Den ljusaste formen har mellankroppen, terrgit 1 och främre delen av tergit 2 blekgula, bakre delen av tergit 2 samt tergit 4 och 5 mörka, och de resterande tergiterna vita. Melanistiska former med hela kroppen svart förekommer; annars har den mörkaste formen ett mörkt tvärband på mellankroppen samt hela bakkroppen mörk utom ett gult fält på främre delen av tergit 2.

## Ekologi
Arten är polylektisk, den besöker många olika blommande växter, som bland annat tistlar och grobladsväxten Pennellianthus frutescens.

## Utbredning
Utbredningsområdet utgörs av Kurilerna (Ryssland) och Hokkaido (Japan).